# الإعلان الرسمي بشأن الاتحاد الأوروبي
تم التوقيع على الإعلان الرسمي للاتحاد الأوروبي يوم الأحد 19 يونيو 1983 من قبل رؤساء الدول والحكومات العشرة الأعضاء في المجلس الأوروبي في ذلك الوقت والذي عقد في شتوتغارت.
في نوفمبر 1981، قدمت الحكومتان الألمانية والإيطالية إلى الدول الأعضاء مشروع قانون أوروبي يهدف إلى تعزيز التكامل الأوروبي. خلال يومي 26 و27 نوفمبر 1981، قدم وزراء الخارجية تقريراً إلى المجلس الأوروبي في شتوتغارت بشأن عملهم على مشروع القانون هذا وذلك بموج التفويض الممنوح لهم من قبل المجلس الأوروبي
هذا الإعلان هو أحد المعالم التي أدت إلى تشكيل السوق الأوروبية المشتركة في عام 1993.
واستغل المجلس الأوروبي في شتوتغارت هذه المناسبة لإدانة التدخل الدولي في الصراعات في أمريكا الوسطى، وتحديداً في السلفادور ونيكاراغوا.

## الملاحظات
1. ↑  الدول الأعضاء الأساسية الست (بلجيكا وفرنسا وإيطاليا ولوكسمبورغ وهولندا وألمانيا الغربية) إضافةً إلى الدنمارك وأيرلندا والمملكة المتحدة واليونان التي انضمت لاحقاً إلى العضوية.